# Wir – zwei
Wir – zwei ist ein 1969 entstandener, deutscher Spielfilm von Ulrich Schamoni mit Sabine Sinjen und Christoph Bantzer in den Hauptrollen.

## Handlung
Nach zehn Jahren treffen sich Hella Mayer und ihr Jugendfreund Andreas in Berlin auf der Straße wieder. Beide kennen sich aus gemeinsamen Tanzstunden-Zeiten. Er ist ein studierter, gutaussehender Naturwissenschaftler, ein bisschen langweilig und mittlerweile bieder geworden, sie ist mit dem Kaufmann Willy Meyer verheiratet. Das Ehepaar hat eine gemeinsame Tochter, Ulrike. Rasch brechen die alten Gefühle wieder auf. Andreas gesteht Hella frank und frei: „Ich liebe dich immer noch“, woraufhin Hella lapidar entgegnet: „Was soll ich da machen?“ Hella und Andreas versuchen daraufhin erst einmal sich wiederzuentdecken, den alten Gefühlen auf die Spur zu kommen, die vergangene Gemeinsamkeit des „Wir zwei“ neu zu ergründen. Dazu benötigen sie Zeit, Zeit miteinander.
Andreas und Hella nutzen eine Geschäftsreise Willys, um sich auf langen Spaziergängen im Grunewald und am Wannsee, auf dem Rummelplatz und spät abends im „New Eden Saloon“ wieder zu finden. In einigen Stunden der Zeit, die sie haben, wollen beide Versäumtes der Vergangenheit nachholen. Schließlich landen die beiden in ihrer schwärmerischen Vergangenheitsbewältigung im Bett. Doch als Andreas Hella heimbringt und fragt: „Sehen wir uns noch mal?“ winkt sie ab. Beiden ist bei aller sentimentalen wie körperlichen Nähe klar geworden, dass sich die Zeit nicht zurückdrehen lässt, dass sich ihre Wege vor zehn Jahren getrennt hatten und dass es gute Gründe dafür gibt, es bei der jetzigen Situation zu belassen. Der Versuch, die Vergangenheit zumindest vorübergehend zur Gegenwart zu machen, bewies letztlich nur, dass sich die alte Zweisamkeit überlebt hat.

## Produktionsnotizen
Wir – zwei entstand für 700.000 DM Produktionskosten zwischen dem 10. September und dem 30. Oktober 1969 in Berlin und wurde am 30. April 1970 uraufgeführt. Die Fernseherstausstrahlung erfolgte am 27. Oktober 1978 im ZDF.
Peter Genée oblag die Produktionsleitung.
1970 erhielt der Film von der Filmbewertungsstelle das Prädikat „wertvoll“, gegen Ende desselben Jahres erhielt er eine Drehbuchprämie in Höhe von 200.000 DM.

## Kritiken
„Wenn Sie nichts Besseres vorhaben: „Wir – zwei“, von Ulrich Schamoni. Wie Leute, die zu wissen glauben, wie das Leben ist, meinen, daß das Leben sei. Alles kommt, wie’s kommen muß. Entdeckungen, Überraschungen, Erfindungen versagt sich der Film mit einer Konsequenz, die fast Bewunderung verdient. Ulrich Schamonis vierter Film ist sicher sein bester (wenn das etwas sagt), weil er sich selbst nicht ausnimmt, nicht mit Fingern zeigt auf andere. Ein Film, bei dem Inhalt und Form eins sind: das tote Bild einer toten Welt.“

„Sein Berliner Film, inszeniert auf authentischen Berliner Schauplätzen mit authentischen Berlinern wie Rolf Eden, Schröder-Sonnenstern und vielen anderen, die "sich selbst spielen", läßt sich so mühelos konsumieren wie "Jasmin". "Die Qualität des deutschen Durchschnittsfilms ist heute so mies", sagt Schamoni, "daß ein halbwegs anständig gemachter Film ganz einfach auffallen muß." Welch ein Maßstab!“

„Nur durch die treffsicher gewählte Besetzung Sabine Sinjen, Christoph Bantzer, Corny Collins und Ulrich Schamoni (in der Rolle des betrogenen Gatten) gelingt es dem Regisseur, dieser Melancholie die allzu rasch aufkommende Monotonie zu nehmen. Bei aller Liebe jedoch – es fällt schwer, diese Jasmin-süße Romanze und ihr bitteres Ende mit der Realität zu verbinden.“

In Filme 1965–70 ist folgendes zu lesen: „Nach anfänglicher Kurzweil breitet sich gepflegte Langeweile aus.“
Im Lexikon des Internationalen Films heißt es: „Das Melodram wirkt wie eine späte Reminiszenz an den Elan und die Intimität der französischen Nouvelle Vague, versandet aber bald in modischem Schick.“